# Усов, Николай Харитонович
Николай Харитонович Усов (28 октября [10 ноября] 1904, Санкт-Петербург — 5 июня 1964, Ленинград) — советский футболист, судья. Судья всесоюзной категории (20.04.1937). Заслуженный мастер спорта СССР (1943). Майор Советской армии.

## Биография
В 1922-31 играл крайним нападающим Выступал за ленинградские команды «Коломяги» (1922—1926), «Стадион им. Ленина» (1927—1928), «Балтвод» (1929—1931). В сборной Ленинграда — 1929.
В 1931 получил тяжелую травму и переключился на судейство. В высшей лиге чемпионатов СССР (1936-49) 78 матчей. Судья финала первого Кубка СССР в 1936.
Судья матча в блокадном Ленинграде 6 мая 1942.
Один из лучших судей страны в 30-40-е. Единственный судья, удостоенный звания змс. Обладатель почетного судейского знака (1956).
Председатель Ленинградской футбольной секции — 1953-58, член Президиума ВКС — 1934-41, 1943-52, член городской коллегии судей по футболу и хоккею с мячом — 1931-64. Инженер Балтийского завода — с 1929 до конца жизни.